# Grégory Martinetti
Grégory-Hervé Martinetti (ur. 5 listopada 1972) – szwajcarski zapaśnik walczący w stylu wolnym. Olimpijczyk z Sydney 2000, gdzie zajął szesnaste miejsce w kategorii 85 kg. Dwa razy brał udział w mistrzostwach świata a jego najlepszy wynik to 21. miejsce w 2007. Jedenasty zawodnik mistrzostw Europy w 2000. Brązowy medalista igrzysk frankofońskich w 1994 roku.
- Turniej w Sydney 2000

Przegrał z Senegalczykiem Alioune Dioufem i Amerykaninem Charlesem Burtonem.
Jest kuzynem Davida Martinettiego; synem Étienne Martinettiego i siostrzeńcem Jimma Martinettiego, zapaśników i olimpijczyków.